# Diplobatis ommata
Cá đuối điện mắt bò hay Cá đối điện mắt đơn (danh pháp hai phần:Diplobatis ommata) là một loài cá trong họ Narcinidae, bản địa đông Thái Bình Dương từ Baja California đến Ecuador. Nó là phổ biến nhất trên đáy cát, nhưng cũng được tìm thấy trên đáy đá, vũng, vịnh, và gần rạn đá. Sự xuất hiện sâu sắc nhất của loài này là 94 mét. Loài này rất giống loài cá đuối điện nhiều đốm, tìm thấy ở Đại Tây Dương.
Loài này dài tối đa 25 cm. Loài này cố khả năng gây điện giật để tự vệ. Nó là loài đơn độc, ban nagyf chôn vùi một phần trong cát gần các rạn đã. Nó ăn động vật giáp xác như amphipoda và tôm cũng như giun nhiều tơ. Con cái trưởng thành dài dưới 18,5 cm, chiều dài con đực trưởng thành không rõ. Known parasites of this Loài gồm có the cestodes Acanthobothrium dollyae, A. maryanskii, and A. royi.